# Politisch-Anthropologische Revue
Die Politisch-Anthropologische Revue war eine von 1902 bis 1922 regelmäßig erschienene Monatsschrift. Sie wurde von dem Arzt Ludwig Woltmann und dem Verleger Hans K.E. Buhmann unter dem Titel Politisch-Anthropologische Revue Monatsschrift für das soziale und geistige Leben der Völker gegründet und agierte als Sprachrohr für die sich zu dieser Zeit etablierende Sozialanthropologie. Inhaltlich war das Medium stark sozialdarwinistisch orientiert, die Anwendung biologischer Entwicklungstheorien auf die soziale und politische Gesellschaft standen im Brennpunkt. 
Mit dem Tod Woltmanns 1907 wurde die Zeitschrift von dem Arzt Friedrich Landmann übernommen. Nach dessen Umzug in die Obstbaukolonie Eden wurde Otto Schmidt-Gibichenfels der neue Herausgeber und führte die Redaktion der Zeitschrift bis zu ihrer Einstellung im Jahr 1922. Unter Schmidt-Gibichenfels wurde die Zeitschrift zunehmend antisemitischer, in den letzten Jahren des Bestehens agierte sie als Propagandamedium des Deutschvölkischen Schutz- und Trutzbundes.

## Auswahl der Personen, die für die Politisch-Anthropologische Revue publiziert haben
- Ludwig Wilser (1850–1923), Arzt, völkischer Schriftsteller und Rassenhistoriker
- Karl Penka (1847–1912), Gymnasialprofessor
- Georges Vacher de Lapouge (1854–1936), Jurist, Bibliothekar, Rassentheoretiker und Eugeniker
- Christian von Ehrenfels (1859–1932), Philosoph
- August Forel (1848–1931), Psychiater, Hirnforscher, Entomologe, Philosoph und Sozialreformer
- Wilhelm Schallmayer (1857–1919), Arzt
- Ernst Rüdin (1874–1952), Psychiater, Humangenetiker und Rassenhygieniker
- Cesare Lombroso (1835–1909), Arzt, Professor der gerichtlichen Medizin und Psychiatrie